# 알프레드 슈에레브
알프레드 슈에레브(Alfred Xuereb, 1958년 10월 14일)는 몰타의 로마 가톨릭교회]] 대주교이다. 고조섬 빅토리아 출생으로, 교황 베네딕토 16세의 차석 비서였으며, 교황 프란치스코의 수석 비서를 거쳐, 2018년 2월 26일자로 주한 교황 대사로 임명되었다.

## 약력
슈에레브는 몰타에서 가톨릭 신학 및 철학을 수학하여, 1984년에 사제로 서품되었다. 가톨릭 고등 수학기관 Pontifical Theological Faculty "Teresianum"에서 신학 박사과정을 취득하였다. 그리스도인의 인생에서의 부활 신비에 관한 논문을 발표하는 등 영성 분야에 정통하였다.
그 후 몰타로 돌아와 사목 활동을 하나, 1991년 교황청립 라테라노 대학교(Pontifical Lateran University) 총장 비서로 부임하며 로마로 돌아왔다. 1995년부터 로마 교황청의 국무원에서 근무하며 두차례 캐나다 오타와에서 사목 임무를 수행하였다.
2000년부터 교황궁내원에서 근무하였으며, 교황 요한 바오로 2세로부터 2003년 9월 9일자로 몬시뇰로 서임받았다.
2007년 교황 베네딕토 16세로부터 수석 비서관 미에슬라프 모크르시츠키(Mieczysław Mokrzycki) 밑의 차석 개인 비서로 임명받아, 교황의 여행에 동행하였다. 2013년 교황 프란치스코가 선출되며, 교황의 수석 개인 비서가 되었다. 슈에레브가 수석 개인비서였으나, 실질적인 개인 비서 역할은 공식적으로는 차석 비서인 파비안 페다치오가 역할을 담당한 것으로 여겨진다.
2013년 11월 29일, 프란치스코 교황은 슈에레브를 로마 교황청 종교사업협회(IOR) 및 교황청 경제 행정 위원회(Reference on the Organisation of the Economic-Administrative Structure of the Holy See)의 교황 전권 대리로 임명하여, 감독 및 교황으로의 보고 업무를 맡겼다.
2014년 3월 3일, 슈에레브는 바티칸 개혁의 일환으로 2014년 설립한 신설 부서인 교황청 재무원의 사무총장으로 임명되었다.
2018년 2월 26일, 교황청 기관지인 로세르바토레 로마노는 26일 정오로 프란치스코 교황이 슈에레브 몬시뇰을 아만테아 명의 대주교로 서품, 대한민국 및 몽골 교황 대사로 임명했다고 발표하였다.

## 일화
2013년 있었던 신입 성직자들과의 면담에서, 프란치스코 교황은 슈에레브가 출퇴근에 자전거를 이용하고 있다는 점을 들며 탄복해하였다고 한다.